# 玄妙观 (南阳市)
玄妙观，位于河南省南阳市，是一座道教宫观。与北京白云观、西安八仙庵、济南长春观并称道教全真派四大丛林。

## 历史
玄妙观位于南阳市宛城区西北隅建设中路北侧的梅溪河畔。“玄妙观”一名取自老子《道德经》中“玄之又玄，众妙之门”之语。
玄妙观历史久远，始建年代说法不一。明朝天启七年（1627年）重修庙宇碑记：“上古所建，历汉、唐、宋，其代远矣。”该观前身为始建于东汉时期的老君堂。《南阳民族宗教志》载：“东汉建武年间，光武帝刘秀的姐姐湖阳公主在裕州（今方城县）建炼真宫一座，是为道教在南阳活动的滥觞……南阳县老君堂等，均建于东汉时期。”
玄妙观内原有一块“泥牛古迹”碑，碑文中称：“汉光武夜战失骑，老君堂泥牛救驾处。”传说太上老君驾牛前来，到此正逢天明，所骑的牛化作泥牛。西汉末年，王莽篡位，刘秀在南阳起兵反抗王莽。某夜，双方部队遭遇，刘秀在战斗中被困。一头青牛忽然奔来，刘秀骑上青牛，青牛将刘秀带到老君堂。次日天明，刘秀发现青牛原来是一头遍体鳞伤的泥牛，方知原是太上老君驱牛助他。后人乃在老君堂立下“泥牛古迹”碑。
清朝康熙《南阳府志》记载，玄妙观建于元世祖至元年间，是在老君堂的基础上兴建。明朝洪武十五年（1382年），朝廷明令设立道教管理机构：“府设道纪司，置都记、副都记各一员；州设道正司，置道正一员；县设道会司，置道会一员。”南阳府道纪司常设在玄妙观，由玄妙观方丈兼任都记。
明朝崇奉道教，玄妙观也获得重修，先后经洪武四年增建、正统二年扩建、嘉靖与万历年间增修，成为河南西南部知名的道教中心。当时，南阳玄妙观为北京白云观的属院，玄妙观住持由北京白云观指派。
清朝康熙年间，为了避清圣祖玄烨的名讳，玄妙观更名为“元妙观”。清朝乾隆、咸丰年间等时期多次增葺。雍正八年（1730年），玄妙观建斗姥阁，清朝皇帝颁赐木雕斗姥像，并且赐“慈云法雨”匾额，悬挂在斗姥阁上。同治元年，朝廷赐《大道藏经》一部。光绪年间，朝廷赐“惠浹中州”和“全真广学”两块匾额。鼎盛时期，玄妙观占地面积150多亩，房舍300多间，道众200多人，香火地77顷。南阳玄妙观成为道教全真派“四大丛林”之一。
当年，南阳北郊独山祖师宫、方城县博望镇三元宫、南召板山坪乡华阳宫是玄妙观的下院。
清朝道光朝的河臣完颜麟庆及其家族崇信道教。完颜麟庆生于南阳，其祖父完颜岱于乾隆末、嘉庆初驻守南阳。一年，白莲教起义军进攻南阳，玄妙观道士汪来灿搭救了当时正在玄妙观中玩耍嬉戏的完颜麟庆，时任知府的完颜岱因此而和汪来灿结缘。完颜麟庆的祖母恽珠还按照习俗让完颜麟庆正式拜道士为师。完颜岱后来升任河南布政使离开南阳之后，玄妙观感念完颜岱守土爱民之功德，特地在玄妙观的无央殿（无梁殿）立“晓岩公德政碑”。
中华民国后期，玄妙观开始衰败。尤其是抗日战争时期，日本炸毁玄妙观无央殿、“惠浃中州”牌楼、宛南公园、西北园，斗姥阁也毁于战火。中华人民共和国成立后，玄妙观一直是南阳县政府、中共南阳县委的所在地，道士被遣散，玄妙观停止了宗教活动。1994年，南阳县撤县设区，玄妙观又成为中共宛城区委、宛城区人民政府的所在地。
1978年中共十一届三中全会之后，中共落实宗教政策。此后，南阳市政府下文开放独山祖师宫。2000年，根据南阳道教居士的要求，有关部门批复在独山脚下建设玄妙观下院。此后，下院先后建有三清殿、药王殿、土地殿、地母殿等建筑；从2002年起，部分爱心人士筹款建设下院的玉皇殿，2007年12月玉皇殿开工建设，2008年完工。
另一方面，玄妙观的建筑多被拆毁。到21世纪初，除了三清殿、玉皇殿、藏经楼等主体建筑存在之外，其他建筑均遭破坏。原全国政协常委、中国道教协会会长闵智亭是南阳人，生前关心家乡的玄妙观的恢复。但玄妙观一直未能恢复。2013年3月，第十二届全国政协委员、中国道教协会副会长黄信阳在中国人民政治协商会议第十二届全国委员会第一次会议上发出提案，建议在原址恢复玄妙观为道教活动场所，将占用玄妙观的中共宛城区委、宛城区人民政府搬迁，让独山脚下的玄妙观下院的道士迁入玄妙观。

## 建筑
《南阳玄妙观全图》显示了玄妙观鼎盛时期的建筑规模。全图中沿中轴线前后依次为无央殿、“惠浃中州”牌楼、山门、四神殿、三清殿、玉皇殿、祖师殿、斗姥阁；东侧依次为灵官殿、太公殿、三官殿、韩祖殿；东偏院内依次为十方堂、武侯祠、藏经阁、吕祖殿、泥牛古迹、桑麻轩。西侧依次为城隍殿、七真殿、五老殿、张祖殿；西偏院内依次为大斋堂、大厨房院、功德阁、道院。
1906年建成的“惠浃中州”牌楼，流光溢彩。斗姥阁则是玄妙观最高的建筑。
此外还有两座园林。一为西北园，又名荷花池，占地面积3000余平方米，园内有人工挖掘的池塘，人工堆叠的假山，假山上筑亭，池内种植荷花，小桥横跨在池上，画廊在池边迂回，池塘西北角建有“得月亭”，亭上有对联：“四面清山开眼界，一池明月澄心源。”清朝光绪二十七年（1901年）夏，前河南巡抚于荫霖到南阳养病，游玩玄妙观，应邀写下《西北园记》，后来刻石立碑。
另一处为宛南公园，建于民国二十一年（1932年）正月。宛南公园是军阀刘镇华驻南阳时，将原来玄妙观的菜地改建而成。公园大门为牌坊式，门内迎面为一座用太湖石堆叠的假山，两边是壁画与报章；绕过假山，为荷花池；荷花池西侧为动物园，动物园旁边有一座巨大的石碑，上面刻有“泥牛古迹”；往北为五间草庐，门额题有“话桑麻轩”，轩前为两座花坛；话桑麻轩东侧是一座单独的院落，有角门相连通，角门上题有“河南地图”，进入角门，可见如同河南省地理的风景，山河、铁路、城乡均可见；后面为大片树林，树林西侧是花圃，再往西是土山与竹林；花圃南侧是玄妙观的斗姥阁。
玄妙观内还有一口“甘露井”，井水味道清甜。